# Hana Mae Lee
Hana Mae Lee (* 28. září 1988) je americká filmová a televizní herečka. Nejvíce se proslavila jako Lilly Onakurama ve filmech Ladíme! (2012), Ladíme 2 (2015) a Ladíme 3 (2017), kde si zahrála po boku Anny Kendrick. Založila vlastní módní značku Hanamahn. V roce 2017 se objevila v seriálu Patriot.

## Život
Hana Mae Lee se narodila v Jižní Kalifornii 28. září 1988. Má korejské kořeny. V šestnácti letech se začala věnovat modelingu, později se její fotky objevily v magazínech Elle nebo Teen Vogue. Spolupracovala se společnostmi Honda, Jeep, Apple, Nokia, HP a dalšími.